# Катание на коньках

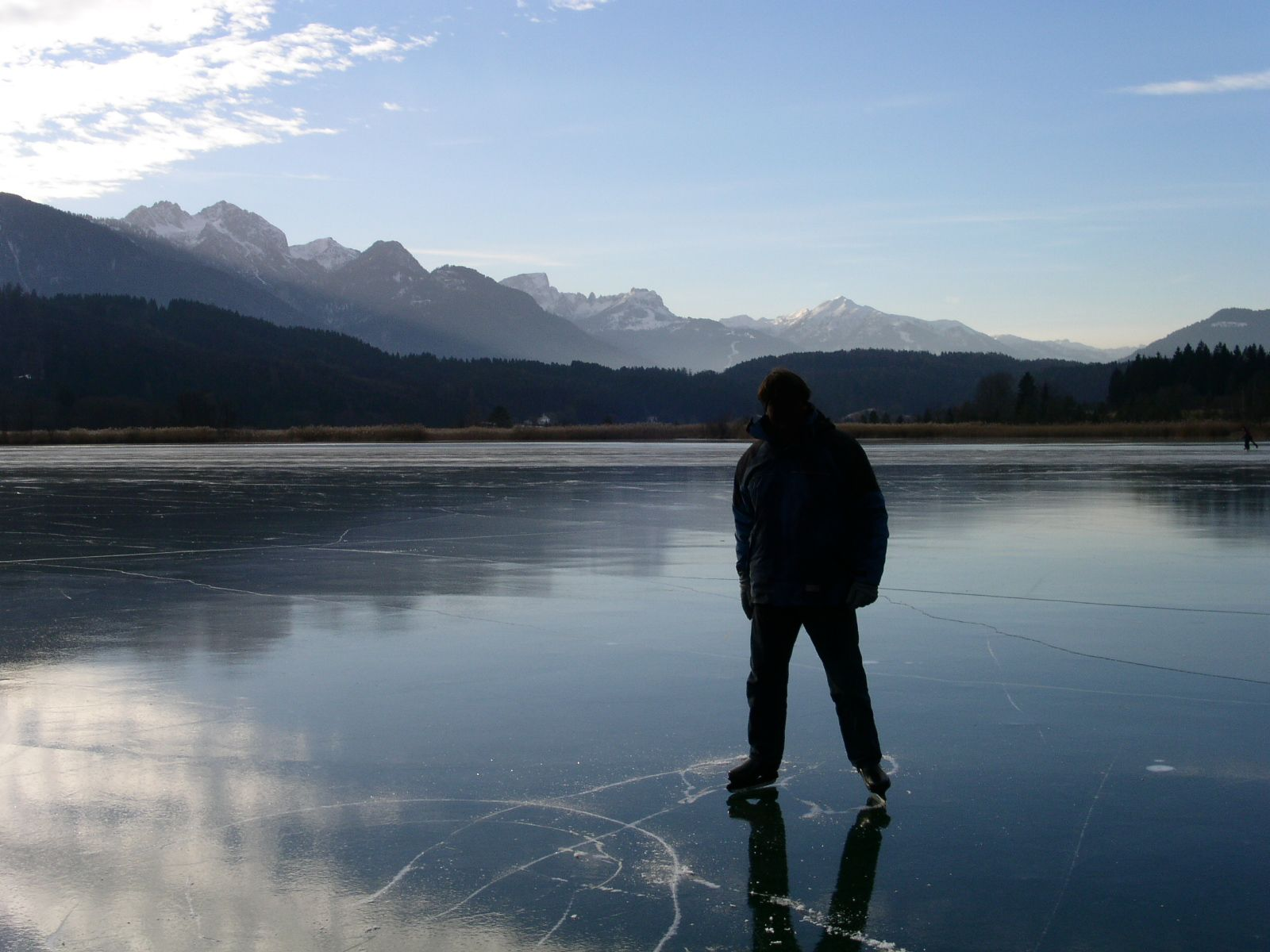
Катание по льду замёрзшего озера

Катание на коньках — перемещение по льду (или другой сходной поверхности) с помощью коньков. Катание на коньках может быть спортом и отдыхом, а также путешествием с различными целями. В качестве поверхности используются специально подготовленные дорожки, как изо льда, так и из полимеров, в крытых помещениях или на открытых пространствах, а также замерзшая поверхность природных водоёмов, таких как озёра и реки.

## История

### Ранняя история катания на коньках

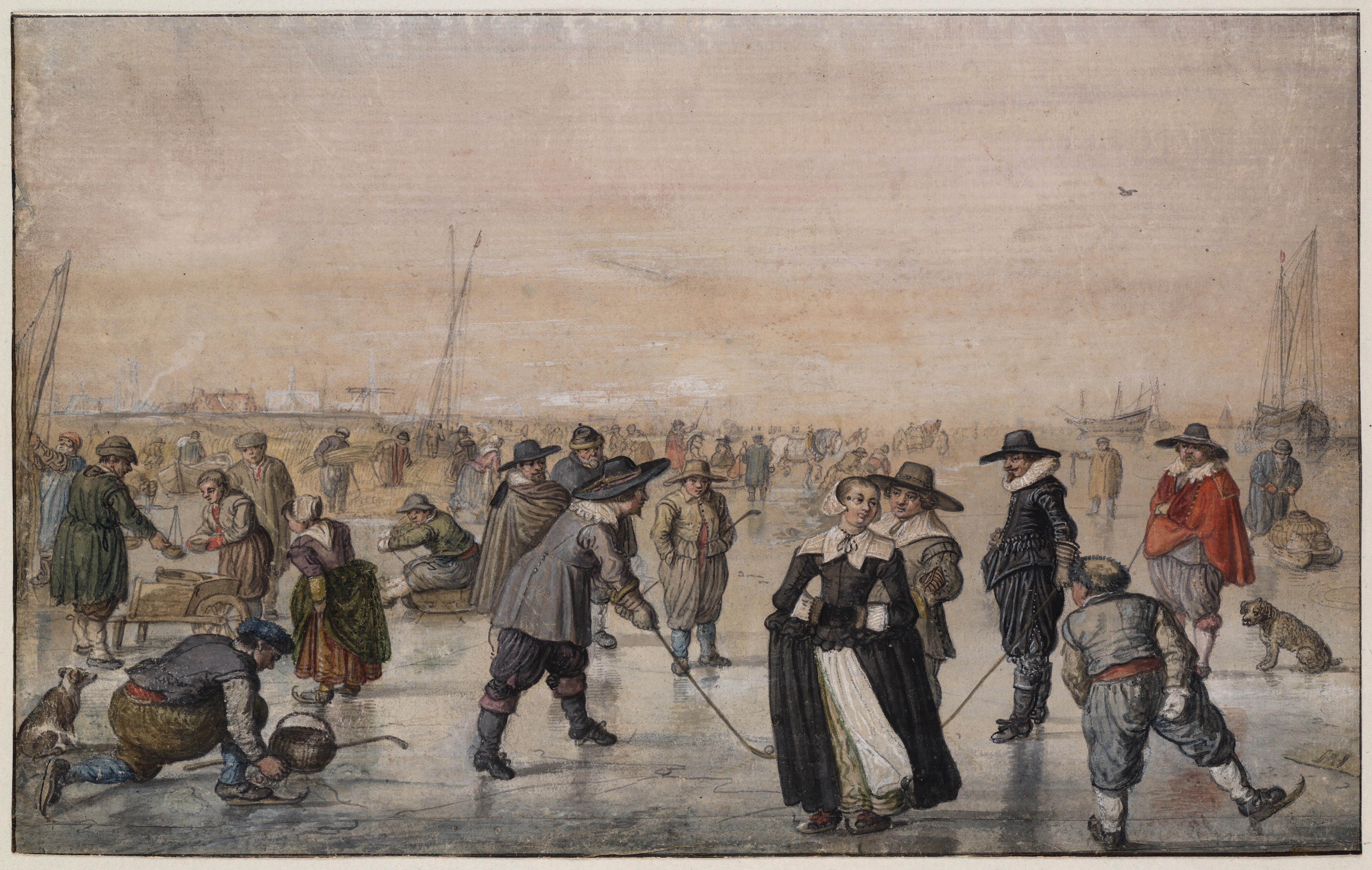
Катание на коньках. Картина голландского художника Хендрик Аверкамп

По наиболее ранней оценке, сделанной в исследовании Оксфордского университета, катание на коньках известно более 3000 лет. Первоначально в качестве лезвий коньков использовались выровненные и заточенные кости, привязываемые к подошвам обуви. Движение конька при этом было не только прямым, но и боковым, с проскальзыванием. Современная техника катания стала доступна только с появлением стальных коньков с остро заточенным кромками. Лезвия таких коньков режут лёд, а не скользят по его поверхности. Переход к новой технике, принципиально не изменившейся до настоящего времени, осуществили голландцы, открывшие новый способ движения примерно в XIII—XVI веках.
География Нидерландов: множество рек и каналов, замерзавших зимой — способствовала развитию катания на коньках в этой стране. В XVII веке молодёжь Нидерландов начала устраивать конькобежные соревнования, после которых часто начинались танцы на льду, что впоследствии превратилось в современные виды спорта — конькобежного спорта и фигурного катания.

### Распространение катания на коньках
Из Нидерландов катание на коньках стало распространяться по Западной Европе. Вместе с вернувшимся из изгнания будущим королём Яковом II, этот вид развлечения и спорта попал в Великобританию. Любители катания на коньках стали организовываться в клубы, первый из которых появился в Эдинбурге в 1740-е годы (по некоторым сведениям — в 1642 году). Континентальная Европа восприняла катание на коньках как элитарное развлечение, доступное только верхнему классу. В Священной Римской империи коньки популяризовал император Рудольф II, во Франции поддержку катанию оказал король Людовик XVI.
На коньках катались и в Китае, где развлечение было известно в империи Сун и стало ещё более популярным в империи Цин.
Катание на коньках в России стало популярным с эпохи Петра I, который привёз в Россию из путешествия в другие страны Европы первые экземпляры коньков и придумал крепить их к сапогам. Известный русский поэт, А. С. Пушкин, в своём стихотворении «Осень» (1833) писал: «Как весело, обув железом острым ноги, // Скользить по зеркалу стоячих, ровных рек!» Упоминает он об этой забаве и в романе в стихах «Евгений Онегин»: «Мальчишек радостный народ // Коньками звучно режет лед». Согласно учебнику «Фигурное катание на коньках» (1985), это свидетельствует о том, что катание на коньках в пушкинское время уже было бытовым явлением у русских.

## Физические основы
Перемещение коньков по льду происходит из-за невозможности молекул материала конька связаться с молекулами льда, что приводит к движению, сходному с движением по поверхности жидкости. Молекулы воды на верхнем уровне льда, имеют возможность колебаться гораздо сильнее, чем молекулы внутренних уровней. Подвижность внешних молекул в 100 000 раз выше, чем внутренних, и всего в 25 раз меньше, чем у воды в жидком состоянии. Это и обеспечивает наблюдаемое снижение трения.
Наряду с предыдущим объяснением существуют и другие. Более раннее утверждало, что за счет повышенного давления температура замерзания воды уменьшается и она остаётся жидкой под коньком. Однако эта версия не выдерживала проверки практикой: лёд оставался скользким не только под лезвием конька, обеспечивающим высокое давление, но и под широкой подошвой ботинка, давление которого значительно меньше. Следующая версия предполагала, что трение конька или подошвы об лёд вызывает нагревание поверхности льда и его расплавление, также создавая жидкую плёнку и снижая трение.